# Kioea
Kioea (Chaetoptila angustipluma) är en utdöd fågel i familjen ooer inom ordningen tättingar. Den placeras som ensam art i släktet Chaetoptila och förekom tidigare på Hawaii. Bara fyra exemplar samlades in, mellan 1840 och 1859.